# Henri Frei
Henri Frei (* 5. Juni 1899 in Baar ZG; † 14. Januar 1980) war ein Schweizer Indogermanist, Japanologe, Sinologe, Orientalist, Sprachwissenschaftler und Romanist.

## Leben und Werk
Frei studierte Sprachwissenschaft in Genf (Abschluss 1921) und an der École nationale des langues orientales in Paris (Abschluss 1926 in Japanisch und Indisch). Er promovierte 1929 in Genf bei Charles Bally mit La grammaire des fautes. Introduction à la linguistique fonctionnelle, assimilation et différenciation, brièveté et invariabilité, expressivité (Paris/Genf 1929, Nachdruck  Genf 1971, 1982, 1993, Rennes 2003, japanisch: Tokio 1973, russisch: Moskau 2007). Diese unter Fachleuten berühmte Arbeit verhalf der Erkenntnis zum Durchbruch, dass der sprachliche 'Fehler' meist nicht unsinnig, sondern logisch und systematisch begründet ist. Von 1933 bis 1939 lehrte Frei in Peking, Tokio und Hongkong, ab 1940 an der Universität Genf als Nachfolger von Charles Bally, von 1945 bis zu seiner Emeritierung 1969 als ordentlicher Professor für allgemeine Sprachwissenschaft (als Nachfolger von Albert Sechehaye). Von 1957 bis  1972 war er Mitherausgeber der Zeitschrift Cahiers Ferdinand de Saussure.

## Weitere Werke
- In memoriam Charles Bally (4 février 1865-10 avril 1947), in: Lingua 1, 1947/48, S. 130–132
- Le livre des deux mille phrases, Genf 1953, 1966, japanisch: Tokio 1971, englisch: Genf 1978, chinesisch: Peking 1982